# Fábrica de Guadalupe
Fábrica de Guadalupe är en ort i Mexiko.   Den ligger i kommunen San Felipe och delstaten Guanajuato, i den centrala delen av landet, 300 km nordväst om huvudstaden Mexico City. Fábrica de Guadalupe ligger 2 213 meter över havet och antalet invånare är 351.
Terrängen runt Fábrica de Guadalupe är platt åt nordväst, men åt sydost är den kuperad. Runt Fábrica de Guadalupe är det ganska glesbefolkat, med 31 invånare per kvadratkilometer. Närmaste större samhälle är Ocampo, 12,3 km väster om Fábrica de Guadalupe. Omgivningarna runt Fábrica de Guadalupe är i huvudsak ett öppet busklandskap.